# Trichomalus acuminatus
Trichomalus acuminatus är en stekelart som beskrevs av Vittorio Luigi Delucchi och Graham 1956. Trichomalus acuminatus ingår i släktet Trichomalus och familjen puppglanssteklar.
Artens utbredningsområde är:
- Tjeckien.
- Sverige.

Arten är reproducerande i Sverige. Inga underarter finns listade i Catalogue of Life.